# Колесо фортуны (телеигра)
Колесо фортуны (англ. Wheel of Fortune или Wheel) — американская телевизионная игра, придуманная Мервом Гриффином, цель которой состоит в разгадывании кусочка кроссворда (как в игре Виселица), для того, чтобы выиграть ценные призы, определяемые вращением гигантского ярмарочного колеса.
Оригинальная дневная версия американского шоу выходила в эфире канала NBC с 6 января 1975 года по 30 июня 1989 года. Затем с 17 июля 1989 года по 11 января 1991 года её показывали на канале CBS. Викторина ненадолго вернулась в дневной эфир на канал NBC (телесезон с 14 января по 20 сентября 1991 года), но из-за наличия более популярной ночной версии этого телешоу дневная программа была окончательно закрыта.
Премьерный показ синдицированной версии телевикторины в кабельных сетях Северной Америки состоялся 19 сентября 1983 года. С тех пор и поныне передача ежедневно транслируется в ночном эфире. Постоянными ведущими программы стали Пэт Сейджак (до 2024 года) и Ванна Уайт.
По состоянию на 2015 год передача занимает место как самое продолжительное телевизионное игровое шоу в США (33 сезона с вышедшими в эфир более чем 7000 выпусками). Американский журнал TV Guide в статье 2013 года классифицировал «Колесо Фортуны» под № 2 в своём списке 60-ти величайших игр для телевидения. По всему миру было выпущено более 50 локализованных версий игры.

## Игровой процесс

### Основная игра

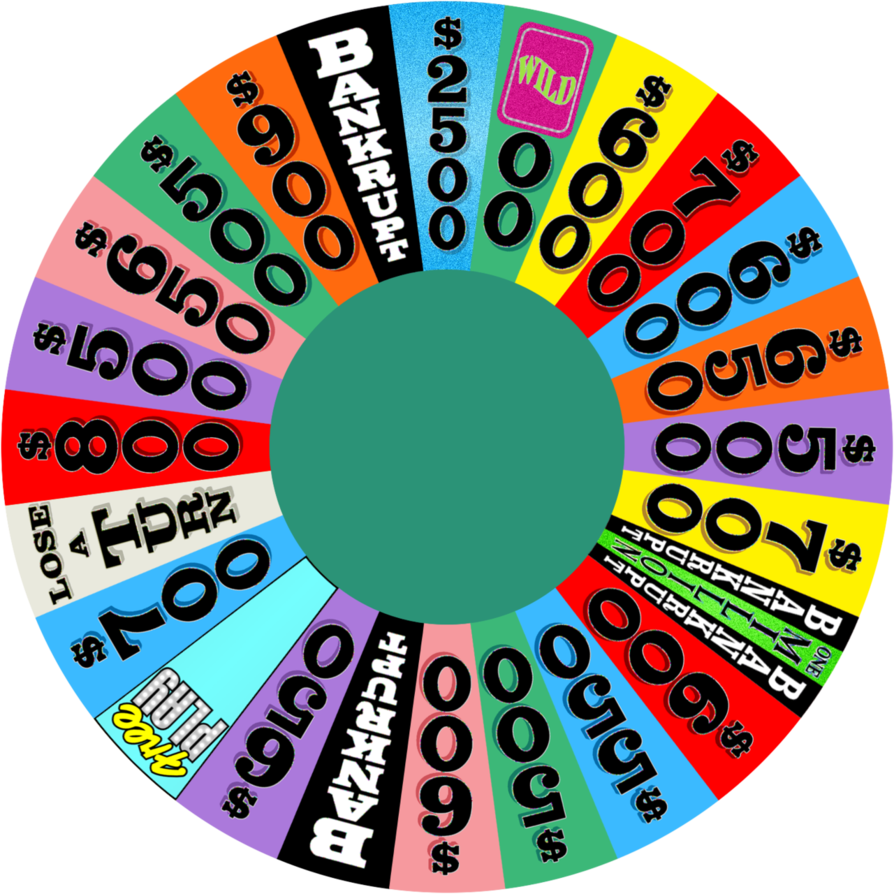
Призовое колесо для первого раунда

За основу для оригинального телешоу были взяты правила игры в «Виселицу».
Чтобы определить разыгрываемый приз, используется колесо, похожее на рулетку, состоящее из 24-х секторов. Большая часть секторов может принести денежные суммы в долларах в диапазоне от $500 до $900. Также имеется сектор максимального значения ($2,5 тыс. в 1-м раунде, $3,5 тыс. во 2-м и 3-м раундах и $5 тыс. в 4-м и последующих раундах). Кроме призовых на колесе есть два штрафных сектора: банкрот (игрок теряет весь накопленный выигрыш) и сектор, означающий пропуск хода (англ. Lose a Turn).
В игре принимают участие три претендента или, иногда, команды из двух или трёх игроков. Конкурсанты располагаются за красным, жёлтым или синим флажком, который укажет на определённый сектор после остановки колеса. Первый из участников угадывает в задании согласную букву. Назвав её правильно, он получает указанный флажком выигрыш, умноженный на количество отгаданных букв. Чтобы открыть гласные буквы необходимо заплатить $250 из набранной в игре суммы. Участник теряет право разгадывать головоломку, если выпадает штрафной сектор или он ошибается, назвав букву, которой нет в угадываемом слове. Ход переходит к следующему игроку. 
В 1-м, 2-м и 3-м раундах на колесе присутствуют специальные наклейки: 
- Wild Card, карта, в случае получения которой можно при желании назвать дополнительную согласную букву за сумму, выпавшую на прошлом ходу, либо при сохранении этой карточки до конца игры игрок может назвать дополнительную согласную в Призовом раунде
- Gift Tag, два «подарочных тэга» от спонсоров, которые позволяют при отгадывании слова игрок получает $1 000 от спонсора. 
- ½ Car Wedge, они могут принести игроку автомобиль, если ему в ходе программы посчастливится заполучить обе наклейки, и отгадает слово в раунде. 
- Призовой сектор, который перед первым туром рассказывает диктор и при верном угадывании слова и сохранении этой таблички игрок получает приз. 
Все эти наклейки располагаются над сектором в $500.
В первых 3 раундах также есть специальный сектор, который предлагает возможность сыграть в бонусном раунде за $1 млн. Участник должен решить головоломку, чтобы сохранить все наличные, призы или что-то другое, выигранное в течение этого раунда.
Также в каждой игре есть короткие задачки на скорость для жеребьёвки участников (Toss-Up пазлы). Первый правильно решивший такую задачку может получить денежное вознаграждение в $1 000 или $2 000 (ранее также и $3 000) соответственно. В первой жеребьёвке определяется тот, кто первым начнёт беседу с ведущими шоу, во второй — тот, кто начнёт игру в первом раунде, а в третьей определяется тот, кто начнет четвёртый раунд, но есть одно различие: игрокам будут загаданы три фразы (ранее была одна фраза за $3 000), связанные одной темой, каждая по $2 000. Но если один игрок угадает 3 фразы подряд, то вместо $6 000 он получит $10 000.
В 1-м раунде решивший головоломку может получить в награду приз (билеты для увлекательного путешествия на определенную сумму).
2-й раунд включает в себя два тайных сектора (Mystery Wedge), открыв один из них можно либо заработать денежный приз в $10 тыс. либо оказаться «банкротом»; другой автоматически превратится в выигрышный сектор за $1000. 
3-й раунд стал содержать сектор «Экспресс» (начиная с 16 сентября 2013 года), при выпадении которого участник может называть согласные, больше не вращая колесо и получая по $1000 за каждую угаданную букву, однако в случае ошибки игрок теряет всё. Впрочем ему также оставлена возможность отказаться от экспресс-игры и продолжить раунд как обычно. 
4-й раунд проходит в ускоренном формате: участники могут успеть сделать ещё немного результативных ходов, после чего раздается звонок, свидетельствующий об истечении игрового времени, и объявляется «Финальное вращение» (англ. Final Spin). Этот ход делает ведущий и назначает таким образом стоимость согласных букв (к этой сумме прибавляется $1 000). Открытие гласных с этого момента делается бесплатно. В случае, если ведущий совершает неудачный ход (выпадение сектора «Банкрот» или «Переход хода»), то он вращает колесо до тех пор, пока не выпадет любой другой результативный сектор за исключением перечисленных. За один ход участник называют одну букву, и если она появляется в головоломке у него есть три секунды, чтобы угадать слово.

### Призовой раунд
В конце игры в призовом раунде остаётся участник с наивысшим баллом. Участник вращает небольшое колесо с 24 конвертами для определения приза. Ему или ей обозначается категория вопроса из головоломки. Затем игроку для облегчения задания открываются буквы R, S, T, L, N и E. Затем игрок должен назвать три (четыре, имея Wild Card) согласных и одну гласную, у участника есть десять секунд, чтобы попытаться назвать слово. Независимо от того, выигран или проигран раунд, ведущий в конце раунда показывает, какой приз находится в конверте. Призы в финальном раунде включают в себя денежные суммы в размере от $30 тыс. до $50 тыс., автомобиль вместе с $5 тыс. на бензин, а также главный приз — чек на миллион долларов. Приз в $1 млн присуждался трижды: Мишелю Левенштейну в выпуске, который был показан в эфире 14 октября 2008 года, а также Отэму Эрхарду в выпуске, который был показан в эфире 30 мая 2013 года и Саре Манчестер в выпуске, который был показан в эфире 17 сентября 2014 года. Правилами установлено, что приз в миллион долларов можно получить в виде банковского депозита с выплатами в течение 20 лет, либо сразу в форме единовременной выдачи всей причитающейся игроку суммы после уплаты им налогов.

### Предыдущие правила
Первоначально, после победы в раунде, участники обменивали свои выигрыши на призы, представленные на сцене. Во время раунда покупок, если у участника оставалось недостаточно денег для приобретения приза, ему предлагалось либо перевести свой выигрыш на подарочный сертификат, либо оставить всю сумму «в игре», чтобы воспользоваться ею позже в следующем раунде покупок. Однако в этом случае игрок должен опасаться выпадения сектора «банкрот».
С 16 сентября 1996 года и до конца 30-го сезона шоу включало в себя накопительный сектор «Джек-пот», который возникал в разных раундах. Этот сектор начинался с $5 тыс. и при каждом вращении колеса увеличивался вдвое. Чтобы претендовать на джек-пот, участник должен был попасть на этот сектор, назвать правильную букву и решить головоломку.
До декабря 1981 года финальный раунд выглядел так: от участника запрашивалось 5 согласных и одна гласная, давалось 15 секунд, чтобы попытаться решить головоломку. Кроме того, в начале раунда желаемые призы выбирал сам участник. Нынешние правила финального раунда были введены 3 октября 1988 года. Начиная с 4 сентября 1989 года бонусные призы выбирались случайно вытягиванием одного из 5 конвертов, помеченных буквами W, H, E, E, L. Один приз всегда составлял $25 тыс. наличными, остальные менялись каждую неделю. Любой ценный приз, который был выигран, убирался из шоу до конца текущей недели. 22 октября 2001 года конверты заменило колесо с 24 бонусами.
С 1989 по 2009 год существовала карточка Free Spin для бесплатных вращений, размещенным над один из секторов с деньгами. При его выпадении игрок должен верно назвать букву и за это он получает карточку, которую игрок в случае потери хода мог обменять на дополнительный ход. В 2009 году он был заменён на сектор Free Play (который просуществовал до 2021 года), при выпадении которого игрок может назвать любую букву: гласную или согласную. За гласные буквы деньги не даются, а за каждую угаданную согласную букву игрок получает по $500. В случае ошибки игрок не теряет ход.

## Персонал

### Ведущие и помощники ведущих
Дневные версии изначально вели Чак Вулери и Сьюзен Стаффорд вместе с Чарли О’Доннеллом в качестве диктора. О’Доннелл покинул шоу в 1980 году, Вулери в 1981 году, а Стаффорд в 1982 году. Соответственно их места заняли Джек Кларк, Пэт Сейджак и Ванна Уайт. После смерти Кларка в 1988 году М. Дж. Келли взял на себя роль диктора на некоторое время, пока в 1989 году не вернулся О’Доннелл. О’Доннелл вёл дневные передачи до появления нового ведущего и продолжал оглашать результаты на синдицированных версиях вплоть до своей смерти в 2010 году, после чего его заменил Джим Торнтон.
Чак Вулери вёл телевикторину почти семь лет, но затем покинул передачу из-за спора с создателем шоу Мервом Гриффином о зарплате. Последний выпуск с его участием вышел в эфир 25 декабря 1981 года. Его преемник Пэт Сейджак взял на себя роль ведущего 28 декабря. Гриффин сказал, что выбрал Сейджака за его «необычное» чувство юмора, хотя президент канала NBC и исполнительный директор Фред Сильверман первоначально отклонил кандидатуру Сейджака как «слишком провинциальную», но в итоге Сейджак был утверждён в качестве ведущего после того, как Гриффин сказал, что он больше не будет записывать новые выпуски до тех пор, пока в студии не окажется Сейджак.

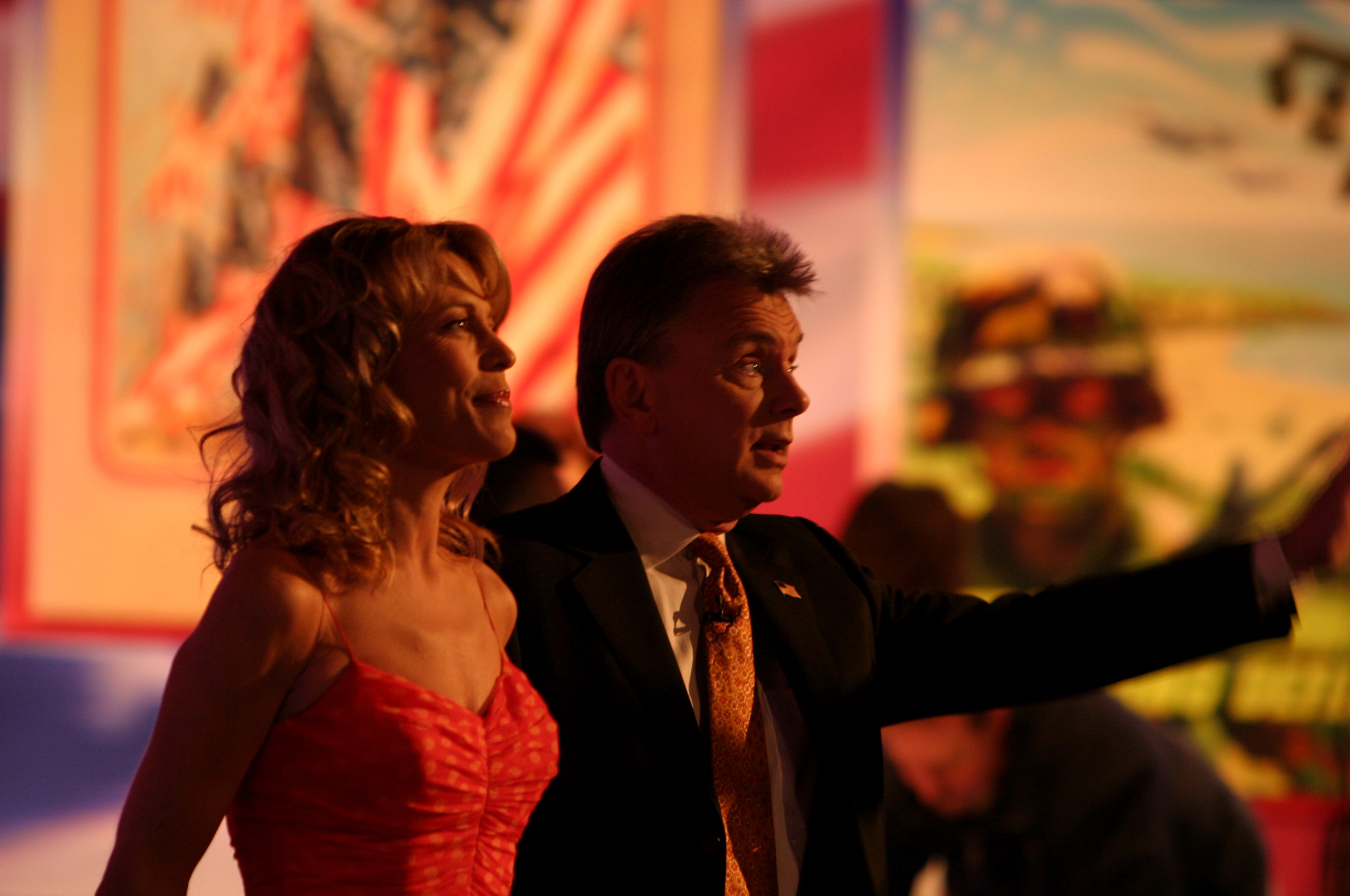
Ванна Уайт и Пэт Сейджак ведут синдикационную версию игры «Колесо Фортуны» с 1983 года

9 января 1989 года Сейджак покинул дневную версию, чтобы вести ночное ток-шоу The Pat Sajak Show на канале CBS. В игре его заменил Рольф Бениршке, у которого до этого была 8-летняя карьера в качестве местного футболиста профессиональной футбольной команды Сан-Диего Чарджерс. Бениршке вёл программу всего 6 месяцев до тех пор, пока 30 июня её не отменили на канале NBC. Боб Гоен стал ведущим дневной версии, когда 17 июля 1989 года она перешла на канал CBS. 14 января 1991 года эта версия ненадолго вернулась на канал NBC, однако в сентябре новый сезон решили не начинать.
В конце 1977 года помощница ведущего Сьюзен Стаффорд целый месяц не могла присутствовать на съёмках выпусков телевикторины после того, как сломала два спинных позвонка. Саммер Бартоломью и Арте Джонсон заменили её. После того, как Стаффорд вывихнула плечо в автокатастрофе, Бартоломью вернулась в эфир на семь выпусков, которые транслировались с 24 мая по 1 июня 1979 года, потом в программе появилась Синтия Вашингтон, которая вела выпуски, выходившие в эфир с 4 по 8 июня. Стаффорд покинула шоу в октябре 1982 года. Саммер Бартоломью, Викки МакКарти и Ванна Уайт сменяли друг друга в качестве приглашенных ведущих до тех пор, пока в декабре 1982 года Уайт окончательно не выбрали в качестве постоянной помощницы ведущего.
Сейджак и Уайт ведут ночную версию программы непрерывно с момента её создания, за исключением двух недель в январе 1991 года, когда Триша Гист, а затем Тони, подруга сына Гриффина, заменяли мадам Уайт на время её медового месяца.
В январе и феврале 2011 года организаторы шоу провели специальный конкурс для телезрительниц «Vanna for a Day». Голосование за участниц проходило по интернету. Победитель Кэти Кантрелл из города Вустер штата Огайо (студентка Саваннского колледжа искусств и дизайна в Саванне, штат Джорджия) получила возможность занять должность помощницы ведущего в одном из выпусков программы. Кантрелл была вместо Уайт во втором и третьем раундах игры, показанной в эфире 24 марта 2011 года.
В 2024 году Пэт Сейджак покинул шоу после 41 года работы, но еще на три года останется консультантом телевизионной игры. Вместо Пэта вести шоу будет Райан Сикрест.

### Дикторы
Чарли О’Доннелл был первым диктором программы до своего ухода в августе 1980 года, когда он перешёл на работу в The Toni Tennille Show. О’Доннелла заменил Джек Кларк, который продолжал работать в телевикторине вплоть до своей смерти в июле 1988 года. Радиоведущий из Лос-Анджелеса М. Дж. Келли занял пост диктора в сентябре 1988 года, когда начались съёмки шестого сезона. О’Доннелл вернулся в ночной эфир осенью 1989 года, продолжая работу за кадром до ноября 2010 года, пока не скончался. Дон Пардо, Дон Морроу и Джони Гилберт время от времени были в качестве замены дикторов. Гилберт, Рич Филдс, Лора Каин, Джим Торнтон, Джо Чиприано и Джон Крамер менялись после смерти О’Доннелла, пока Торнтон не был утверждён в качестве постоянной замены в 2011 году перед началом 29-го сезона.

### Продюсеры
Мерв Гриффин был исполнительным продюсером шоу вплоть до своей отставки в 2000 году. На главном посту его заменил Гарри Фридман.
Джон Райнхарт был первым продюсером программы до своего ухода в августе 1976 года, когда он стал директором Coast Daytime Program Development. После этого его сопродюсер Нэнси Джонс была назначена единственным продюсером программы и отработала в этой должности до 1995 года. За Джонс в телевикторину пришёл Гарри Фридман, который в 1999 году стал исполнительным продюсером проекта. Сегодняшняя команда включает в себя до 100 штатных сотрудников, при этом Аманда Стерн является продюсером, а Карен Гриффит и Стив Шварц — контрольными продюсерами.

### Режиссёры
Первым режиссёром программы осенью 1974 года стал Джеф Голдштейн, в 1978 году его сменил Дик Карсон, который работал в проекте до 1999 года Марк Корвин, ранее — первый помощник режиссёра, руководил программой до самой своей смерти 25 июля 2013 года. Кевин МакКарти (2013 год), Боб Сиснерос (2013—2015) и Роберт Эннис (с 2015 года) продолжили съёмки популярнейшей телевикторины.

## Производство
Игра Колесо Фортуны принадлежит американскому телепроизводителю Sony Pictures Television (ранее известное как Columbia TriStar Television и являющееся преемником компании оригинального телепроизводителя ‘’Merv Griffin Enterprises’’). Производственной компанией и владельцем авторских прав всех выпусков на сегодняшний день является телекомпания Califon Productions Inc., у которой, как и у SPT, есть своё теле- и кинопроизводство Sony Pictures Entertainment для своего активного зарегистрированного агента, и чьё название происходит от города Карифон (штат Нью-Джерси), и ферма, которая когда-то принадлежала Гриффину. Права на распространение шоу на американском телевидении принадлежат телекомпании CBS Television Distribution, в которой в 2007 году сложился оригинальный дистрибьютор производственной компании King World Productions.
Запись программы велась на плёнку в 4-й студии ещё при ‘’NBC Studios’’ в городе Бербанк с 1975 года до тех пор, пока в 1989 году канал NBC отменил дневные выпуски. Тогда ещё производство перебралось в 33-ю студию при CBS Television City (Bob Barker Studio) в Лос-Анджелесе, где оно оставалось до 1995 года. С того момента игра Wheel of Fortune заняла 11-ю ступень при Sony Pictures Studios в городе Калвер-Сити. Некоторые выпуски также записывались прямо на месте, традиция которых началась ещё с выпусков в течение двух недель, которые в конце 1988 года записывались на плёнку в развлекательном заведении Radio City Music Hall. За один день на плёнку записывалось пять или шесть выпусков.

### От замысла к первым выпускам
Игру Wheel of Fortune, как и американскую телеигру № 1 Jeopardy!, придумал Мерв Гриффин. Это шоу он создал для NBC на 11 лет раньше до появления «Колеса Фортуны». Но после закрытия некогда популярной передачи в 1975 году Гриффин решил придумать новую телевикторину в стиле игры Виселица. В детстве во время длительных переездов он со своей сестрой часто любил играть в Виселицу. После того, как он обсудил идею с персоналом из телекомпании Merv Griffin Enterprises, он понял, что идея сработает в игровом шоу, если найти «зацепку». Он решил добавить колесо из рулетки, которое увидел как-то в казино. Вместе с Мюрреем Шварцом, тогда ещё президентом телепроизводства Merv Griffin Enterprises, проконсультировавшись у руководителя роскошной гостиницы Сизарс-пэлас насчёт того, как построить такое колесо для собственного телешоу, Гриффин записал пилотный выпуск, который был сначала назван Shopper’s Bazaar. Ведущим был приглашён Чак Вулери. В отличие от привычного ныне формата, в этом пилотном выпуске колесо было расположено вертикально. Второй и третий пробные выпуски вёл актёр Эдд Бирнс, оба назывались «Колесо удачи». Декорации приняли современный вид, но в конечном итоге ведущим шоу был выбран Чак Вулери, после того, как Гриффин услышал, что Бирнс перечисляет про себя буквы «A-E-I-O-U» в попытке запомнить гласные. Сьюзен Стаффорд во время показа пилотных выпусков просто открывала буквы, но затем стала полноправной соведущей.

### Кастинг игроков
У американцев, достигших 18-и лет есть все шансы стать участниками телешоу в игре «Колесо Фортуны». Исключения касаются только сотрудников CBS Television Distribution, Sony Pictures Television или какой-либо спонсорской фирмы, которая предоставит призы для очередной игры. Также правила ограничивают участие тех телезрителей, что уже появлялись на экране в какой-либо телевикторине в течение предыдущего года, а для побеждавших в любой из телевизионных версий «Колеса Фортуны» вводится прямой запрет.
На протяжении всего года Wheelmobile (специально разработанный организаторами шоу автобус) ездит по территории США для проведения кастинга в различных общественных местах. Участники заполняют заявочные формы, которые потом выбираются в случайном порядке. Каждый участник, имя которого было выбрано, появляется на сцене и дает интервью ведущему-путешественнику Марти Люблину. Затем группа из пяти человек играет в макетной версии раунда Speed-Up и после того, как головоломка была решена, выбирается ещё пять имен. Каждый, кто был назван на сцене, получает тематический приз, например, бейсболку, футболку или золотой брелок. Обычно кастинг проходит 2 дня, с тремя одночасовыми блоками за день. После каждой игры в Wheelmobile приглашаются «наиболее перспективные кандидаты», которых везут в город, где проходит второй отборочный турнир. Главная цель этого этапа: решение головоломок на скорость. Всем потенциальным участникам телевикторины даётся 16 слов с некоторыми открытыми буквами. У конкурсантов есть 5 минут, чтобы решить столько головоломок, сколько возможно. Люди, которые прошли это испытание, затем участвуют в пробной игре с использованием миниатюрного колеса и настольных загадок-головоломок. Самые успешные игроки получают приглашение на запись телешоу.

### Музыка
Музыка, которую сочинил Алан Тик для шоу является темой для заставки, которая получила название «Big Wheels». В 1983 году она была заменена на личную композицию Гриффина «Changing Keys». Эта тема позже была заменена на композицию «Happy Wheels», которую сочинил Стив Каплан и которая также служила в качестве музыкальной заставки игры Wheel и Jeopardy! до его смерти в 2003 году. Фрэнки Блю и Джон Хоук написали текущую музыкальную тему для программы.
В дополнение к композиции «Changing Keys» Гриффин также сочинил различные музыкальные сигналы для синдицированной игры Колесо удачи, которые использовались в шоу в первые годы своего существования для выноса призов в студию. Среди них были композиции «Frisco Disco» (ранее закрытая тема для возобновления игры Jeopardy!, которая показывалась в эфире в 1978—1979 годах), «A Time for Tony» (чья основная мелодия была выявлена в «Think!», давняя тема песни для игры Jeopardy!), «Buzzword», «Nightwalk», «Struttin' on Sunset» и безымянный отпускной сигнал.

### Декорации
Различные изменения были внесены в основные декорации на премьере синдицированной версии в 1983 году. В 1996 году в центр сцены появился большой видеодисплей, который затем был обновлён в 2003 году, поскольку шоу перешло на вещание в формате высокой четкости. Набор декораций изменялся с каждым еженедельным набором тематических программ. Продукция разработана Renee Hoss-Johnson вместе с участием предыдущих художников по декорациям, включая Эдда Флеша и Дика Стайлза.
В первом пробном выпуске использовалось установленное вертикально колесо, которое часто трудно было увидеть на экране. Флеш, который также разработал наборы для американской телеигры $25,000 Pyramid и игры Jeopardy!, разработал механизм колеса. В основном созданный из краски и картона механизм колеса создан на стальной трубе, окруженной прозрачной термопластикой Plexiglas и более чем 200 осветительными приборами и держится на валу из нержавеющей стали с роликовыми подшипниками. В целом, вес колеса приблизительно составляет 2400 фунта (1100 кг).
В оригинальной игровой головоломчатой доске было три ряда из 13 вручную управляющих трилона с 39 пробелами. 21 декабря 1981 года была заимствована большая доска с 48 трилонами в четыре ряда (11, 13, 13 и 11 трилонов). Эта доска была окружена двойными арочным огнями по краям, которые мелькали в начале и конце раунда. В каждом трилоне было три поверхности: зелёная поверхность для представления пробелов, которые не используются в головоломке, незаполненная поверхность для указания того, что буква указывалась, и поверхность с буквой, которая располагается прямо на ней. 24 февраля 1997 года в шоу была представлена компьютеризированная доска, состоящая из 52 сенсорных активированных мониторов в четыре ряда (12 штук в верхнем и нижнем рядах и 14 в двух центральных рядах). Для освещения буквы во время обычной игры, помощнице ведущего нужно было прикоснуться к правому краю монитора.

## История вещания
Премьера игры ‘’Колесо Фортуны’’ состоялась 6 января 1975 года в 10:30 утра (9:30 по центральному времени) на канале NBC. Лин Болен, тогда ещё директор дневных программ, купил шоу у Гриффина, чтобы компенсировать ему отменённую игру Jeopardy!, которая была в его контракте весь оставшийся год. Игра Jeopardy! транслировалась в эфире весь свой последний сезон в пятницу до выхода премьеры игры Колесо Фортуны. Оригинальная игра Wheel была показана в эфире на канале NBC с различными интервалами времени между 10:30 утра и полуднем до конца июня 1989 года. Канал NBC объявил об отмене шоу в августе 1980 года, но оно осталось в эфире в соответствии с решением сократить продолжительность ток-шоу David Letterman Show с 90 до 60 минут. Дневная игра Wheel перешло на канал CBS в 1989 году и осталось там до 1991 года после того, как оно было обратно перенесено на канал NBC на окончательные восемь месяцев, хотя шоу продолжилось записываться на плёнку в студии CBS Television City.
Премьера ежедневной синдицированной версии состоалась 19 сентября 1983 года, которая предшествовала выпускам, записанным на плёнку на месте в Ohio State Fair и вышедшая в эфир на канале WBNS-TV в Колумбусе, штат Огайо. Когда она была дебютирована, то в синдицированной версии предлагался очень большой призовой фонд, чем в дневной дополнительной версии. Только девять станций транслировали шоу, но к середине сезона её стали показывать в эфире ещё 50 станций, а к началу второго года было доступно до 99 % домашних телевещательных станций. К 1984 году её наследовало игровое шоу Family Feud (аналог российской игры «Сто к одному») как самым рейтинговым синдицированным шоу. В 1984 году её успех позволил Гриффину вместе с Алексом Требеком в качестве своего ведущего возобновить игру Jeopardy!. К 1986 году игра ‘’Wheel’’ уже имела самые высокие рейтинги из каких-либо синдицированных проектов в истории. По состоянию на 2009 год, шоу стало самым продолжительным синдицированным игровым шоу в истории американского телевидения, и вторым по продолжительности либо в сети, либо в синдикации, вторым по версии американского игрового шоу The Price Is Right, которое началось транслироваться в эфире в 1972 году.

### Wheel 2000
В новой версии Wheel появился сектор «Call Waiting», который позволял участнику сыграть в игру, в которой задействованы три телефона, звонящие одновременно. Участнику следовало выбрать один из телефонов и спросить, кто звонит; в это время звонивший, находящийся в студии и выступающий в образе какого-нибудь известного лица, должен был назвать несколько фактов о человеке, которого он представляет, а участнику нужно было угадать, о ком идёт речь. Если догадка была верной, участник получал возможность открыть одну букву. Также был сектор «WWW.WHEEL2000.COM», который позволял зрителю, находящемуся дома, который предварительно зарегистрировался на сайте, выиграть в «Wheel 2000» товары, если участник попадёт на этот сектор и назовёт букву, находящуюся в загаданном слове. Сектора «Lose» и «Turn» получили название «Loser», а сектор «Банкрот» на колесе был только один и получил название «Существо»; когда выпадал этот сектор, «существо» как бы появлялось из-под колеса, чтобы «съесть» все очки участника.
В начале 1998 года «Wheel 2000» совершило тур по 12 городам, появляясь в торговых центрах по всей стране. Тур, проходивший под брендом Discover (кредитные карты), координировался Чикагским офисом промоутерского агентства DVC Group, находящегося в Нью-Джерси; ведущими были известный Сидони с Рэем в образе «Люси». Тур затронул основные торговые центры различных городов, включая Анахайм, Вашингтон, Даллас, Денвер, Нью-Йорк, Питтсбург, Сан-Хосе, Сиэтл, Солт-Лейк-Сити, Филадельфия, Чикаго и Шарлотт. Победителям от каждого торгового центра было предложено выступить в качестве участника программы в гранд-финале.

## Признание
Игра Wheel of Fortune давно является одной из самых рейтинговых программ на американском синдицированном телевидении. Она была высокорейтинговым шоу во всей синдикации до тех пор, пока не была вытеснена американской телекомедией Два с половиной человека в 28-м сезоне (2010—2011 годов). Синдицированную игру Wheel of Fortune разделяет награда Daytime Emmy Award for Outstanding Game/Audience Participation Show вместе с игрой Jeopardy! в 2011 году. Седжак получил три награды Daytime Emmys for Outstanding Game Show Host: в 1993, 1997 и 1998 годах. В сезоне 2001 года американский журнал TV Guide шоу Wheel расположилось на 25 месте в рейтинге 50-ти величайших телеигр всех времен, а в 2013 году в журнале заняло 2-е место в списке 60-ти величайших игр когда-либо, уступая только игре Jeopardy!.

## Национальные версии «Wheel of Fortune»
| Зарубежное название                                       | Годы выхода в эфир |
| --------------------------------------------------------- | --- |
| A Roda da Sorte (Португалия)                              | 1990 — 31.12.1993; 08.09 — 12.2008 |
| Chiếc nón kỳ diệu (Вьетнам)                               | 12.05.2001 — 24.12.2016 |
| Çark 2000 (Турция)                                        | 2000 |
| Çarkıfelek (Турция)                                       | 6 января 1975 — 1986; 1986 — 1995; 1995 — 1996; 1996; 1997 — 2003; 2003; 2004; 2005; 2006; 2008; 2008 — 2009; 2010; 2011; 2011 — 2012; 2014; 2015; 2016 — 2018; 2017; 2018—2020; 2020; 2024 — н.в. |
| Falak Tayeb (Арабский мир)                                | 23.01.2022 — н.в. |
| Charkhe Shans (Иран)                                      | 03.04.2022 — н.в. |
| ? (Камбоджа)                                              | 2009 |
| Charxi Baxt (Курдистан)                                   | 2017 — 2020 |
| Dulab Al Hazi (Ливан)                                     | 1988 |
| Glücksrad (Германия)                                      | 07.11.1988 — 31.10.2002; 03.2004 — 03.2005; 17.10.2016 — 02.2018; 26.10.2023 — н.в. |
| Glücksrad-Gala (Германия)                                 | 1993 — 1996 |
| Агшин (Монголия)                                          | 04.1992-? |
| Het rad van fortuin (Нидерланды)                          | 1989 — 1998; 2009 |
| Wheel of Fortune South Africa ((ЮАР))                     | 08.04.2024 — н.в. |
| ホイールオブフォーチュン Hoiru obu Fochun (Япония)        | 1980-е — 1990-е |
| Kinder-Glücksrad (Германия)                               | 10.05.1992 — 1993 |
| Koleso šťastia (Словакия)                                 | 1994 — 1997; в эфире нет |
| Laimes Ratas (Литва)                                      | 1990-е |
| Koło Fortuny (Польша)                                     | 02.10.1992 — 01.09.1998; 29.10.2007 — 27.10.2009; 11.07.2017 — н.в. |
| Quiyen Sabe Mas (Пуэрто-Рико)                             | 2012 — 2015 |
| Kolo Sreće (Хорватия)                                     | 1993 — 2002 |
| Kolo sreče (Словения)                                     | 1990-е |
| Kolotoč (Чехия)                                           | 1996 — 2003; 2017 |
| La Estrella de la Fortuna (Венесуэла)                     | 1984 — 1989 |
| La Roue Chanceuse (Канада (для франкоязычного населения)) | 01.05.1989 — 1992 |
| La Roue de la Fortune (Франция)                           | 05.01.1987 — 28.03.1997; 07.08.2006 — 23.03.2012; 2025 — н.в. |
| La rueda de la fortuna (Мексика)                          | 1995—1997 |
| Roata Norocului (Молдавия)                                | 22.11.2019 — н.в. |
| La Rueda de la Fortuna (Панама)                           | 2001; 2011 |
| Вақти Бурд (Таджикистан)                                  | 2016-2018 |
| ? ((Таиланд))                                             | 1983 — 1984; 2000 — 2001 |
| La Rueda de la Fortuna (Чили)                             | 21 марта — конец 1979 |
| La Rueda de la Fortuna (Эквадор)                          | 2004 — н.в. |
| La Ruleta de la Fortuna (Испания)                         | 1990 — 1997; 2006 — н.в. |
| La Ruleta de la Suerte (Перу)                             | 2011 — 2012 |
| Kolo Srece (Сербия)                                       | 21.12.2015 — 21.06.2016; 2025 — н.в. |
| La Rueda de La Suerte (Колумбия)                          | 1998 — 1999; 2012 — н.в. |
| La Ruota della Fortuna (Италия)                           | 19.10.1987 — 25.06.1988; 05.03.1989 — 20.12.2003; 10.12.2007 — 19.06.2009; 2024 — н.в. |
| Lykkehjulet (Дания)                                       | 01.10.1988 — 2001; 2018; 01.2020 — н.в. |
| Lykkehjulet (Норвегия)                                    | 13.03.1990 — 16.04.1993; 26.02.2007 |
| Lyckohjulet (Швеция)                                      | 1990-1993 |
| Miljonlotteriet Lyckohjulet (Швеция)                      | 2010 |
| Million Dollar Wheel of Fortune (Австралия)               | 26.05.2008 — 27.06.2008 |
| Onnenpyörä (Финляндия)                                    | 1993 — 2001; 2018 — 2019; осень 2021 — н.в. |
| Õnneratas (Эстония)                                       | 1999 — 2000; 2011 — 2013; 12 февраля 2012 года — н.в. (в рамках проекта Suur Lottokolmapäev) |
| Pilih atau Dia (Индонезия)                                | 06.08.2001 — 02.08.2002; 2003 — 29.07.2005; 02.01.2006 — 03.03.2006; 30.08.2011 — 31.12.2011 |
| → Поле чудес (СССР → Россия)                              | 26.10.1990 — н.в. |
| Rad van Fortuin (Бельгия)                                 | 1976; 02.02.1989 — 13.12.1997; 01.02.2004 —2006 |
| Rad van Fortuin (Нидерланды)                              | 1990 — 1998; 10-11.2009; 22.08.2016 — 2017 |
| Roata Norocului (Румыния)                                 | март 1997—декабрь 1997; 1997—май 1999; 20.06.2012 — н.в. |
| Roata Norocului (Молдова)                                 | 22.11.2019 — 10.02.2023 |
| Roda a Roda (Бразилия)                                    | 1980-е — 1990-е; 2003 — н.в. |
| Roda Impian (Индонезия)                                   | 06.08.2001 — 02.08.2002; 2003 — 29.07.2005; 02.01.2006 — 03.03.2006; 30.08.2011 — 31.12.2011 |
| Roda Impian (Малайзия)                                    | 1996—2006; 2009 |
| Roletrando (Бразилия)                                     | 1980-е-1990-е; с 2003 — н.в. |
| Surf Wheel of Fortune (Индия)                             | в эфире не было |
| Szerencsekerék (Венгрия)                                  | 02.01.1993 — 08.2001; 19.09.2011 — 01.2013; 19.07.2021 — н.в. |
| Tiempo Límite ATP (Аргентина)                             | 2001 |
| Wheel 2000 (Великобритания)                               | 13.09.1997 — 07.02.1998 |
| Wheel of Fortune (Австралия)                              | 21.07.1981 — 2004; 11.2005 — 28.07.2006 |
| Wheel of Fortune (Великобритания)                         | 19.07.1988 — 21.12.2001; 2024 — н.в. |
| Wheel of Fortune (США, оригинальная версия)               | 06.01.1975 — 30.06.1989; 17.07.1989 — 20.09.1991; с 19.09.1983 — н.в. |
| Wheel of Fortune (Канада (для англоязычного населения)    | в эфире не было |
| Wheel of Fortune (Новая Зеландия)                         | февраль 1991—1996; 14.04.2008—02.05.2009 |
| Wheel of Fortune (Сингапур)                               | с 08.05.2002 — н.в. |
| Wheel of Fortune (Филиппины)                              | 19.11.2001—октябрь 2002; 14.01.2008—25.07.2008 |
| Колелото на късмета (Болгария)                            | 18.01.2010 |
| Тркало На Среќата (Северная Македония)                    | 2009—2011 |
| Ο τροχός της τύχης (Греция)                               | 01.01.1990—1996; 1997—1998 |
| גלגל המזל (Израиль)                                       | 1994—2000 |
| იღბლიანი ბორბალი (Грузия)                                 | 03.03.2011 — сентябрь 2016 |
| भाग्य का पहिया (Индия)                                         | в эфире нет |
| 命運之輪 (Китай)                                          | в эфире нет |
| 행운의 바퀴 (Южная Корея)                                 | в эфире нет |
| دايرة الحياة (Египет)                                     | 19.08.2012—2013 |
| Колесо фортуни (Украина)                                  | с 08.03.2025 — н.в. |

Игра производилась в 68 странах; сейчас она выходит на телевидении в 24 странах мира.

## Настольные игры
Многочисленные настольные версии викторины выпускались различными компаниями по производству игрушек. Игры были примерно одинаковыми, включая игру Wheel, табло с головоломкой, игру на деньги и такие различные аксессуары, как жетоны Free Spin. Милтон Брэдли выпустил первую настольную игру в 1975 году. В дополнение к выше упомянутым поставкам, игра включала в себя 20 призовых карт (для моделирования «покупки» призов на шоу, призы колеблись в цене от 100 до 3000$). Было выпущено 2 издания, отличающиеся всего лишь искусственным ящиком и включенными книгами о головоломках. Другие домашние версии выпустили производители игрушек Pressman Toy Corporation, Tyco/Mattel, Parker Brothers, Endless Games, а также канадский дистрибьютор и производитель игрушек Irwin Toys.
Кроме того, было выпущено несколько версий видеоигр для компьютеров, интернета и различные игровые консоли.